# Tomohiro Yamamoto
Tomohiro Yamamoto (jap. 山本智博 Yamamoto Tomohiro; ur. 5 listopada 1994 w Ebetsu) – japoński siatkarz, reprezentant Japonii, grający na pozycji libero.

## Sukcesy klubowe
Puchar Cesarza:
- 2023[5]

Liga japońska:
- 2024[6]

Klubowe Mistrzostwa Azji:
- 2025[7]

## Sukcesy reprezentacyjne
Puchar Azji:
- 2016[8]

Letnia Uniwersjada:
- 2017[9]

Mistrzostwa Azji:
- 2023[10]
- 2021[11]
- 2019

Liga Narodów:
- 2024[12]
- 2023[13]

## Nagrody indywidualne
- 2019: Najlepszy libero Mistrzostw Azji
- 2024: Najlepszy libero Ligi Narodów[14]
- 2025: Najlepszy libero Klubowych Mistrzostw Azji[15]